# Titularbistum Aegae
Aegae (ital.: Ege) ist ein Titularbistum der römisch-katholischen Kirche.
Es geht zurück auf einen untergegangenen Bischofssitz in der antiken Stadt Aigai in der kleinasiatischen Landschaft Aiolis, die zur römischen Provinz Asia (heute westliche Türkei) gehörte. Der Bischofssitz war der Kirchenprovinz Ephesos zugeordnet.
| Titularbischöfe von Aegae |                                                            |                                                       |                    |                    |
| Nr.                       | Name                                                       | Amt                                                   | von                | bis                |
| 1                         | Jacob Stephan Augustynowicz Titularerzbischof pro hac vice | Koadjutorerzbischof von Lemberg (Polen-Litauen)       | 11. Februar 1737   | 22. Dezember 1751  |
| 2                         | Jean-Baptiste-Marie Bron                                   | Weihbischof in Lyon (Königreich Frankreich)           | 14. Januar 1754    | 1775               |
| 3                         | Michael Josephus de Laulanhier                             |                                                       | 29. Januar 1776    |                    |
| 4                         | Giovanni Maria Bisignani                                   |                                                       | 24. Mai 1824       |                    |
| 5                         | Francisco Orueta y Castrillón                              |                                                       | 28. September 1855 | 26. September 1859 |
| 6                         | Francesco Domenico Reynaudi                                | Apostolischer Vikar von Sofia und Plowdiw (Bulgarien) | 17. Dezember 1867  | 5. Mai 1885        |
| 7                         | Gérard-Marie Coderre                                       | Koadjutorbischof von Saint-Jean-de-Québec (Kanada)    | 5. Juli 1951       | 3. Februar 1955    |
| 8                         | Marius Paré                                                | Weihbischof, Koadjutorbischof von Chicoutimi (Kanada) | 7. Februar 1956    | 18. Februar 1961   |
| 9                         | Cornélio Chizzini FDP                                      | Prälat von Tocantinópolis (Brasilien)                 | 12. April 1962     | 26. Mai 1978       |